# Berzelia incurva
Berzelia incurva är en tvåhjärtbladig växtart som beskrevs av Neville Stuart Pillans. Berzelia incurva ingår i släktet Berzelia och familjen Bruniaceae. Inga underarter finns listade.